# 市原研太郎
市原 研太郎（いちはら けんたろう、1949年 - ）は、日本の美術ライター。
現在、世界の現代アートの最新の情勢を詳細に伝えるブログマガジン「Art-in-Action[]」を発行。
東京芸術大学・跡見学園女子大学非常勤講師、京都造形芸術大学客員教授を経て、2005年より京都造形芸術大学芸術表現・アートプロデュース学科教授。

## 概要
京都大学卒業。
80年代後半より美術評論を始め、美術雑誌、新聞、展覧会カタログに幅広く寄稿。

## 著作
- 『ゲルハルト・リヒター／光と仮象の絵画』（2002 年）
- 『アフター・ザ・リアリティ―〈9.11〉以降のアート』（2008 年）
- 『現代アート事典』（共著、2009 年）等。

## 企画
- 『Identity Ⅳ』（2008 年）
- 『Reality/Illusion』（2010 年、ベルリン）